# 실베스터 메달

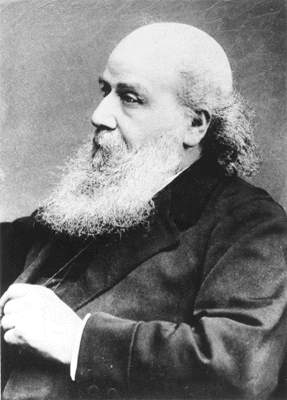
실베스터 메달은 제임스 조지프 실베스터(사진)를 기념한다.

실베스터 메달(영어: Sylvester Medal)은 수학 연구를 장려하기 위해 런던왕립학회가 매년 수여하는 수학상이다. 옥스퍼드 대학교의 새빌 기하학 석좌교수였던 제임스 조지프 실베스터가 1897년에 사망한 뒤 그의 동료들의 제안으로 그의 이름을 따서 상을 만들었으며, 1901년에 처음 시상하였다. 메달은 청동으로 만들어진다. 원래 매 3년마다 수여되었고, 상금이 약 9백 영국 파운드였다. 오늘날 상금은 1천 영국 파운드이며, 2009년부터 매 2년마다 수여된다.

## 수상자
| 연도 | 수상자                                                               |
| ---- | -------------------------------------------------------------------- |
| 1901 | 앙리 푸앵카레                                                        |
| 1904 | 게오르크 칸토어                                                      |
| 1907 | 빌헬름 비르팅거                                                      |
| 1910 | 헨리 프레더릭 베이커(영어: Henry Frederick Baker)                    |
| 1913 | 제임스 휫브레드 리 글레이셔(영어: James Whitbread Lee Glaisher)      |
| 1916 | 장 가스통 다르부                                                     |
| 1919 | 퍼시 알렉산더 맥메이헌(영어: Percy Alexander MacMahon)               |
| 1922 | 툴리오 레비치비타                                                    |
| 1925 | 알프레드 노스 화이트헤드                                             |
| 1928 | 윌리엄 헨리 영                                                       |
| 1931 | 에드먼드 테일러 휘터커(영어: Edmund Taylor Whittaker)                |
| 1934 | 버트런드 러셀                                                        |
| 1937 | 오거스터스 에드워드 하우 러브(영어: Augustus Edward Hough Love)      |
| 1940 | 고드프리 해럴드 하디                                                 |
| 1943 | 존 이든저 리틀우드                                                   |
| 1946 | 조지 네빌 왓슨(영어: George Neville Watson)                          |
| 1949 | 루이스 모델                                                          |
| 1952 | 아브람 사모일로비치 베지코비치(러시아어: Абра́м Само́йлович Безико́вич) |
| 1955 | 에드워드 찰스 티치마시                                               |
| 1958 | 맥스 뉴먼(영어: Max Newman)                                          |
| 1961 | 필립 홀                                                              |
| 1964 | 메리 카트라이트                                                      |
| 1967 | 해럴드 대븐포트(영어: Harold Davenport)                              |
| 1970 | 조지 프레더릭 제임스 템플(영어: George Frederick James Temple)       |
| 1973 | 존 윌리엄 스콧 캐셀스                                                |
| 1976 | 데이비드 조지 켄덜(영어: David George Kendall)                       |
| 1979 | 그레이엄 히그먼(영어: Graham Higman)                                 |
| 1982 | 존 프랭크 애덤스                                                     |
| 1985 | 존 그리그스 톰프슨                                                   |
| 1988 | 찰스 테런스 클레그 월                                                |
| 1991 | 클라우스 로스                                                        |
| 1994 | 피터 휘틀(영어: Peter Whittle)                                       |
| 1997 | 해럴드 스콧 맥도널드 콕서터                                          |
| 2000 | 나이절 히친                                                          |
| 2003 | 렌나르트 칼레손                                                      |
| 2006 | 피터 스위너턴다이어(영어: Peter Swinnerton-Dyer)                     |
| 2009 | 존 M. 볼(영어: John M. Ball)                                         |
| 2010 | 그레임 시걸                                                          |
| 2012 | 존 프랜시스 톨런드(영어: John Francis Toland)                        |
| 2014 | 벤 조지프 그린(영어: Ben Joseph Green)                               |
| 2016 | 윌리엄 티머시 가워스(영어: William Timothy Gowers)                   |
| 2018 | 두사 맥더프(영어: Dusa McDuff)                                       |
| 2019 | 피터 사낙크(영어: Peter Sarnak)                                      |
| 2020 | 브라이언 존 버치(영어: Bryan John Birch)                             |